# 성주
성주(城主)는, 문자 그대로 풀이하면 「성의 우두머리」, 「조상의 무덤이 있는 지방의 수령」이라는 뜻이다. 

## 개요
한국에서 성은 고대 국가의 기본 통치 단위였으며, 성을 단위로 하여 해당 지역에 대한 행정적인 통치 및 군사적 방위를 수행하였고 이는 삼국 시대는 물론 남북국시대 신라 말기~고려 초기에도 비슷하였다. 이후 군현제 도입에 따른 행정구역 개편에서 성의 규모에 따라 군현의 규모를 정하고 지방관을 파견하였다. 
'성주'라는 용어는 이미 삼국 시대에 등장하고 있으며, 특히 신라 말기에서 고려 초기에 걸쳐 각 지역에서 할거하던 호족들은 대부분  성주 또는 장군을 자칭하였다. 

## 다른 나라에서의 성주

### 일본
일본어로 죠슈(城主, じょうしゅ)라 불리며 한국어와 비슷하게 「성의 주인」, 「한 성의 주장(主将)」을 뜻하는 용어로 쓰였다. 
관련된 역할로 성주 당대의 대리인 「죠다이」(城代), 성을 지키는 목적으로써만 파견된 수비대장 「죠죠」(城将)로 불리는 자들도 있었다.
에도 시대(江戸時代)에는 다이묘(大名)의 격식 가운데 하나로 국주(国主)에 준하였다. 성주 다이묘(城主大名)라고도 하였다. 
성곽(城郭)을 중심으로 하는 지역 진흥 ・ 관광 진흥을 목적으로 시정촌(市町村) 등에서 저명인사나 연고가 있는 사람을 뽑아 명예성주(名誉城主)로 부르기도 한다. 
성곽의 개수 비용 염출을 위하여 성곽을 관리하는 시정촌이 없고 운영단체가 모금활동을 벌일 때 그 기부자에게도 일구성주(一口城主)라 부르기도 한다. 
영어의 Castellan이 '성을 다스리는 지사'라는 점에 착안하여 일본어로 번역할 때 「성주」로 번역하며, 이는 한국에서도 같다. 

### 서양
성주(城主, castellan)는 성주령(castellany)을 봉읍으로 삼는 귀족이자 그 성주령의 중심지인 성관의 주인이다.